# Raymond Homoet
Raymond Homoet (ur. 22 września 1980 w Hoorn) – piłkarz z Curaçao występujący na pozycji bramkarza.
Rozegrał 1 spotkanie w reprezentacji Antyli Holenderskich.